# Evergestis aegyptiacalis
Evergestis aegyptiacalis är en fjärilsart som beskrevs av Caradja 1916. Evergestis aegyptiacalis ingår i släktet Evergestis och familjen Crambidae. Inga underarter finns listade i Catalogue of Life.